# ویلیامزدیل (اوهایو)
ویلیامزدیل (به انگلیسی: Williamsdale) یک منطقهٔ مسکونی در ایالات متحده آمریکا است که در اوهایو واقع شده‌است. ویلیامزدیل ۰٫۴۵ کیلومتر مربع مساحت و ۵۸۱ نفر جمعیت دارد و ۱۸۲٫۸۸ متر بالاتر از سطح دریا واقع شده‌است.